# Nader Masmoudi
Nader Masmoudi (Sfax, Tunísia, 1974) é um matemático tunisiano.
Recebeu em 1992 uma medalha de ouro na Olimpíada Internacional de Matemática. Estudou em Túnis e depois na Escola Normal Superior de Paris, onde obteve o diploma em 1996. Obteve um doutorado em 1999 na Universidade Paris-Dauphine, orientado por Pierre-Louis Lions, com a tese Problemes asymptotiques en mecanique des fluides. Foi depois para o Instituto Courant de Ciências Matemáticas da Universidade de Nova Iorque, onde foi professor em 2008.
Recebeu o Prêmio Fermat de 2017. Foi palestrante convidado do Congresso Internacional de Matemáticos no Rio de Janeiro (2018).

## Publicações selecionadas
- com Pierre-Louis Lions: Incompressible limit for a viscous compressible fluid, Journal de mathématiques pures et appliquées, Volume 77, 1998, p. 585–627
- com Pierre-Louis Lions: Une approche locale de la limite incompressible, Comptes Rendus de l'Académie des Sciences, Ser. 1, Math., Volume 329, 1999, p. 387–392
- com B. Desjardins, E. Grenier, P.-L. Lions: Incompressible Limit for Solutions of the Isentropic Navier–Stokes Equations with Dirichlet Boundary Conditions, Journal de mathématiques pures et appliquées, Volume 78, 1999, p. 461–471
- com Pierre-Louis Lions: Global solutions for some Oldroyd models of non-Newtonian flows, Chinese Annals of Mathematics, Volume 21, 2000, p. 131–146
- com Jean-Yves Chemin: About lifespan of regular solutions of equations related to viscoelastic fluids, SIAM journal on mathematical analysis, Volume 33, 2001, p. 84–112
- com Pierre-Louis Lions:  From the Boltzmann Equations to the Equations of Incompressible Fluid Mechanics, Archive for Rational Mechanics and Analysis, Volume 158,  2001, p. 173–193
- Incompressible, inviscid limit of the compressible Navier–Stokes system, Annales de l'Institut Henri Poincare C: Non Linear Analysis, Volume 18, 2001, p. 199–224
- com Laure Saint-Raymond: From the Boltzmann equation to the Stokes-Fourier system in a bounded domain, Communications on pure and applied mathematics, Volume 56, 2003, p. 1263–1293
- Examples of singular limits in hydrodynamics, in: C.M. Dafermos, Eduard Feireisl (Hrsg.), Handbook of Differential Equations, Evolutionary Equations, Volume 3, North Holland 2006, p. 195–275
- com A. Blanchet, J. A. Carrillo: Infinite time aggregation for the critical Patlak-Keller-Segel model in {\displaystyle \mathbb {R} ^{2}}, Communications on Pure and Applied Mathematics, Volume 61, 2008, p. 1449–1481
- com P.Germain, J. Shatah: Global solutions for the gravity water waves equation in dimension 3, Annals of Mathematics, Volume 175, 2012, p. 691–754
- com Jacob Bedrossian: Inviscid damping and the asymptotic stability of planar shear flows in the 2D Euler equations, Arxiv 2013